# Stylidium hirsutum
Stylidium hirsutum este o specie de plante dicotiledonate din genul Stylidium, familia Stylidiaceae, ordinul Asterales, descrisă de Robert Brown. Conform Catalogue of Life specia Stylidium hirsutum nu are subspecii cunoscute.